# 斯坦霍普 (新澤西州)
斯坦霍普（英語：Stanhope）是位於美國新澤西州蘇塞克斯縣的自治市鎮。

## 人口
根據2020年美國人口普查的數據，斯坦霍普的面積為5.43平方千米，當中陸地面積為4.76平方千米，而水域面積為0.67平方千米。當地共有人口3526人，而人口密度為每平方千米649人。